# Goumoens-le-Jux
Goumoens-le-Jux est une localité de la commune de Goumoëns dans le canton de Vaud en Suisse.

## Histoire
Goumoens-le-Jux fut mentionné en 1447 sous le nom de Gumoens lo Jux ; le village était couramment appelé Le Craux sous l'Ancien Régime. On découvrit des vestiges d'un châtelard d'une époque indéterminée. Le village formait une seigneurie appartenant aux nobles de Goumoens, qui en possédaient la maison forte (Turris de Thela) en 1184 et qui reconnurent la détenir en fief des sires de Montfaucon. La seigneurie fut léguée au duc de Savoie Amédée VIII par Humbert de Goumoens-le-Jux et inféodée en 1447 à François de Goumoens-la-Ville, qui remplaça la maison en ruines de Goumoens-le-Jux par le Château-Dessus à Goumoens-la-Ville. Le village fit partie du bailliage commun d'Orbe-Échallens de 1476 à 1798, puis du district d'Échallens jusqu'en 2006.
La communauté était administrée par l'assemblée générale. On y trouvait une cour de justice et une cour des fiefs dont le ressort s'étendait sur Goumoens-le-Jux et une partie de Goumoens-la-Ville. En 1764, Albert de Haller acheta la seigneurie. Goumoens-le-Jux fit toujours partie de la paroisse de Goumoens-la-Ville. C'est un village agricole (céréaliculture, élevage). À la suite d'incidents répétés lors des élections communales, Goumoens-le-Jux fut placé sous régie de 1897 à 1973.
En 1977 une plaque fut apposée sur la belle maison de Albrecht von Haller, 1708-1777, médecin, poète, et seigneur du lieu, qui échangea notamment de la correspondance avec Charles Bonnet. Le 1er juillet 2011, les communes d'Éclagnens, de Goumoens-le-Jux et de Goumoens-la-Ville ont fusionné pour former la nouvelle commune de Goumoëns. Contrairement aux noms des anciennes communes, celui de la nouvelle commune s'écrit avec un tréma.

## Géographie
Goumoens-le-Jux se situe sur la rive droite du Talent.

## Démographie
Goumoens-le-Jux comptait 6 chefs de famille en 1764 puis 40 habitants en 1798, 35 en 1850, 32 en 1900, 26 en 1920, 29 en 1950 et 34 en 2000.
La commune avait comme particularité (jusqu'à la fusion de 2011) d'être la commune la moins peuplée du canton de Vaud. Elle n'était toutefois pas la plus petite en superficie, ce privilège revenant à Rivaz.

## Héraldique
| Armes de Goumoens-le-Jux | Les armes de la localité de Goumoens-le-Jux se blasonnent ainsi : D'argent à la croix de gueules chargée d'une molette en abîme et de quatre coquilles d'or. |

| Armes de Goumoëns | Les armes de la commune de Goumoëns se blasonnent probablement ainsi : D'azur aux trois coquillages d'or, à la bordure du même. |